# Профи
Профи.ру — российский сервис поиска специалистов. Образован в июле 2014 года при объединении семи проектов Eruditor Group по поиску профессионалов для бытовых и других задач. В базе Профи.ру более 15 миллионов клиентов и 3 000 000 специалистов по 900+ видам услуг..

## История
В конце 2005 года Сергей Кузнецов создал онлайн-сервис по поиску специалистов «Ваш репетитор», в 2006 году к проекту присоединился Егор Руди (во время учёбы в МФТИ оба подрабатывали репетиторством). Они же три года спустя запустили родственный проект «Дух спорта» для подбора тренеров. В 2010 году появился сервис по поиску мастеров красоты «Крэйс-Мастерс» и произошло присоединение букинг-сервиса артистов и музыкантов Treda. В основе каждого сервиса лежала единая платформа для создания маркетинговых онлайн-площадок по подбору офлайн-специалистов.
В 2010 году Eruditor Group привлек первую ангельскую инвестицию — 600 тысяч долларов от основателя фонда Altair Capital Игоря Рябенького за 10 % компании.
В 2011 году была создана платформа для онлайн-образования Tutorion, но к 2014 году она всё ещё находилась на стадии тестирования. Позднее это направление признали непрофильным.
В 2012 году Intel Capital и Runa Capital инвестировали в компанию 4 миллиона долларов. На момент привлечения инвестиций «Ваш репетитор» был крупнейшим в мире ресурсом на рынке репетиторов и объединял более 80 тысяч преподавателей. Общее число клиентов всех сервисов достигло 300 тысяч, число сотрудников — 300. Большую часть полученных средств планировалось потратить на R&D — разработку пользовательских интерфейсов и автоматизацию внутренних процессов компании. Инвестиции также позволили развивать новые проекты: систему онлайн-записи к врачам «ИнфоДоктор» и сервис подбора мастеров по ремонту и строительству «МастерДел».
В феврале 2013 года ABBYY Language Services в партнёрстве с Eruditor Group запустил сервис по поиску устных переводчиков Interpret.Me.
Долгое время команда считала оптимальным создавать отдельные бренды под разные рынки и к 2013 году запустила семь своих площадок. Все сервисы использовали единую платформу, но обладали разной степенью независимости. Так, «ИнфоДоктор» был практически автономной компанией со своим управляющим партнёром, командой и технологиями.
К августу 2013 года Eruditor Group объединял семь онлайн-проектов: «Ваш репетитор» (поиск преподавателей), «ИнфоДоктор» (подбор врача и онлайн-запись на приём), Treda.ru (букинг-сервис артистов и музыкантов), «Крэйс-Мастерс» (стилисты, парикмахеры, визажисты), «Ваш автоинструктор» (инструкторы по вождению), «МастерДел» (мастера по ремонту и строительству) и «Дух спорта» (спортивные тренеры), над которыми работали 450 человек. Было принято решение об объединении всех проектов под одним брендом Profi.ru. С этой целью был привлечён очередной раунд инвестиций на 12 миллионов долларов, в котором участвовали фонды прошлого раунда и фонд Frontier Ventures. Средства планировалось направить на развитие существующих проектов и рост присутствия на территории России и стран СНГ.
В том же году британское техноиздание Wired включило Eruditor Group в свой рейтинг самых «горячих» европейских проектов.
В июле 2014 года состоялся запуск зонтичного бренда Profi.ru, объединившего семь существующих сервисов. Тогда же началась рекламная кампания на ТВ, на которую планировалось потратить за год-полтора около 10 миллионов долларов. В сентябре «Яндекс» запустил «агрегатора агрегаторов» «Яндекс. Мастер» — сервис по поиску специалистов для решения специфических бытовых задач. Вплоть до закрытия проекта в ноябре 2015 одним из партнёров выступал Profi.ru.
В феврале 2015 года инвестфонд Baring Vostok инвестировал в Eruditor Group. По оценкам «Коммерсанта», сумма сделки могла составить 15 миллионов долларов за 25 % проекта.
В сентябре 2015 — год спустя после объединения всех площадок под брендом Profi.ru — в системе было около 250 тысяч частных профессионалов. По данным сервиса, в июле 2014 года в работе Profi.ru было задействовано более 500 человек.
В 2015 году сервис расширился за счёт нового сегмента — поиска услуг по ремонту автомобилей.
В 2016 году PROFI.RU запустил масштабную рекламную кампанию «За профи говорят дела». В рамках новой кампании, предстояло рассказать, что сервис Profi.ru меняет отношение к устоявшейся привычке обращаться за репетиторами, сантехниками, электриками или стилистами к знакомым.
В 2018 году компания внедрила механизм разработчика Sum&Substance для удаленного подтверждения личности пользователей по селфи и паспорту. Чтобы верифицировать свою личность, пользователю необходимо загрузить на Profi.ru фотографию своего паспорта и свое селфи с этим же паспортом.
В 2018 году компания вошла в рейтинг лучших IT-работодателей по данным карьерного сервиса для ИТ-специалистов «Мой круг».
В августе 2022 года стало известно, что холдинг приобрел 94 % образовательной платформы Tutgood, основанной создателями студии Prospect Иваном Коланьковым, Константином Климентьевым и Артёмом Татуловым, сыном основательницы сети кафе «Андерсон» Анастасии Татуловой.

## Механика
Для клиентов сайт является бесплатной платформой поиска профессионалов для выполнения различных услуг. Специалист оплачивает подтвержденную сделку или возможность связаться с клиентом.

## СМИ о Профи.ру

#### Рост заказов
В 2018 году количество заказов у Profi.ru выросло на 71 % и составило 2,7 млн, их стоимость компания оценивает в 25 млрд рублей.

#### Исследование Profi.ru к началу учебного года 2019/20
В сентябре 2019 года Profi.ru обнародовал результаты исследования, которое было проведено по базе репетиторов сервиса. Целью исследования было получение информации о том, что интересует преподавателей помимо своего предмета, чтобы рассказать будущим и нынешним ученикам о том как преподаватели проводят свободное время. В результатах опроса сказано, что 60 % преподавателей предпочитают классическую музыку или рок 38 %, 15 % не будут против послушать шансон или рэп. Что касается блогов и социальных сетей, большинство опрошенных пользуются Вконтакте 75 %, Youtube и Instagram получили по 50 % — вопрос предполагал множественный выбор. В базе Profi.ru более 300 000 репетиторов по всей России.

#### Исследования Profi.ru: рост популярности различных услуг сервиса в зависимости от времени года.
Аналитики крупнейшего российского сервиса по поиску специалистов PROFI.RU рассказали Лайфу, какие услуги наиболее популярны у россиян в зависимости от времени года.

#### Исследование Profi.ru: топ популярных услуг в разных городах России.
В Москве психологов ищут на 16 %, а риелторов — на 43 % чаще, чем в среднем по России. А жители Санкт-Петербурга проявляют интерес к скандинавским языкам — преподавателей шведского они искали в 1,5 раза чаще, чем жители других городов.

## Владельцы и финансовые показатели
За всё время сооснователи привлекли от бизнес-ангелов и инвестиционных фондов более 30 миллионов долларов. Точные доли инвесторов не называют, однако известно, что они остаются миноритариями.
Самый прибыльный и популярный проект на сентябрь 2015 — поиск репетиторов. Этот сегмент генерирует чуть меньше 50 % доходов.
Оборот всех проектов, по данным за 2013 год, составил более 200 миллионов долларов. Финансовые показатели не раскрываются, но проект заявляет, что с первых дней безубыточен, а вся прибыль реинвестируется.
В 2018 году Vostok New Ventures оценил долю PROFI.RU на российском рынке услуг среди классифайдов в 6 %.
В 2019 году сервис Profi.ru занял двенадцатую позицию в рейтинге «20 самых дорогих компаний Рунета — 2019», опубликованном журналом Forbes. По оценкам экспертов его стоимость в 2019 году составила 151 миллион долларов.